# Bridget Dowling
Bridget Elizabeth Hitler
Bridget Elizabeth Hitler, née Dowling (aussi connue sous le nom de Brigid Elisabeth, ou Cissie), née à Dublin le 3 juillet 1891 et morte à Coram (New York) le 18 novembre 1969, est une écrivaine irlandaise qui fut la belle-sœur d'Adolf Hitler par son mariage avec Alois Hitler junior,,,. Elle est la mère du fils d'Alois Hitler, William Patrick Hitler.

## Biographie

### Mariage avec Alois Hitler

#### Fiançailles
En 1909, Bridget et son père, William Dowling, assistent au Dublin Horse Show où ils rencontrent Alois Hitler junior, demi frère d'Adolf Hitler alors inconnu. Alois prétend être un riche hôtelier parcourant l'Europe quand, en fait, il n'est qu'un pauvre gardien de cuisine au Shelbourne Hôtel de Dublin,. Alois courtise Bridget dans plusieurs lieux de Dublin et lui parle bientôt de mariage. 
Le 3 juin 1910, le couple se rapproche de Londres et s'installent sur Charing Cross Road un certain temps. Le père de Bridget menace alors Alois de le poursuivre en justice pour enlèvement. Il se résigne finalement et accepte le mariage après l'intercession de Bridget.

#### Mariage
Après leur mariage, le couple s'installe au 102 Upper Stanhope Street, une pension entretenue par la famille John, à Toxteth (Liverpool).
En 1911, Bridget accouche de leur fils unique, William Patrick Hitler. 
Le 10 janvier 1942 leur maison est détruite lors du dernier raid aérien allemand sur Liverpool.

#### Séparation
En 1914, Alois part pour l'Allemagne pour s'établir dans le milieu des affaires mais ces plans sont interrompus par le déclenchement de la Première Guerre mondiale. Bridget refuse de l'accompagner, Alois étant devenu violent, essentiellement envers son fils. Alois décide de quitter sa famille et retourne en Allemagne ou il épouse une autre femme en 1916: Hedwig Heidemann.
Après la guerre, il fait parvenir à Bridget un mot annonçant sa mort, mais sa tromperie est découverte et, en 1924, il est poursuivi pour bigamie par les autorités allemandes. 
Il échappe à une condamnation grâce à l'intervention de Bridget. Bridget élèvera seule leur fils sans soutien de son mari dont elle obtiendra finalement le divorce.  
Bridget et son fils s'installent à Highgate, dans le Nord de Londres dans une maison dont ils louent des chambres pour équilibrer leurs dépenses. 
En 1933, William part pour l'Allemagne ou il essaye d'obtenir par népotisme une position avantageuse qui ne viendra pas. Il rentre finalement en Angleterre en catastrophe en 1938 quand Adolf Hitler lui demande de renoncer à sa nationalité britannique.

### Émigration aux États-Unis

#### Publication de «My Brother-in-Law Adolf»

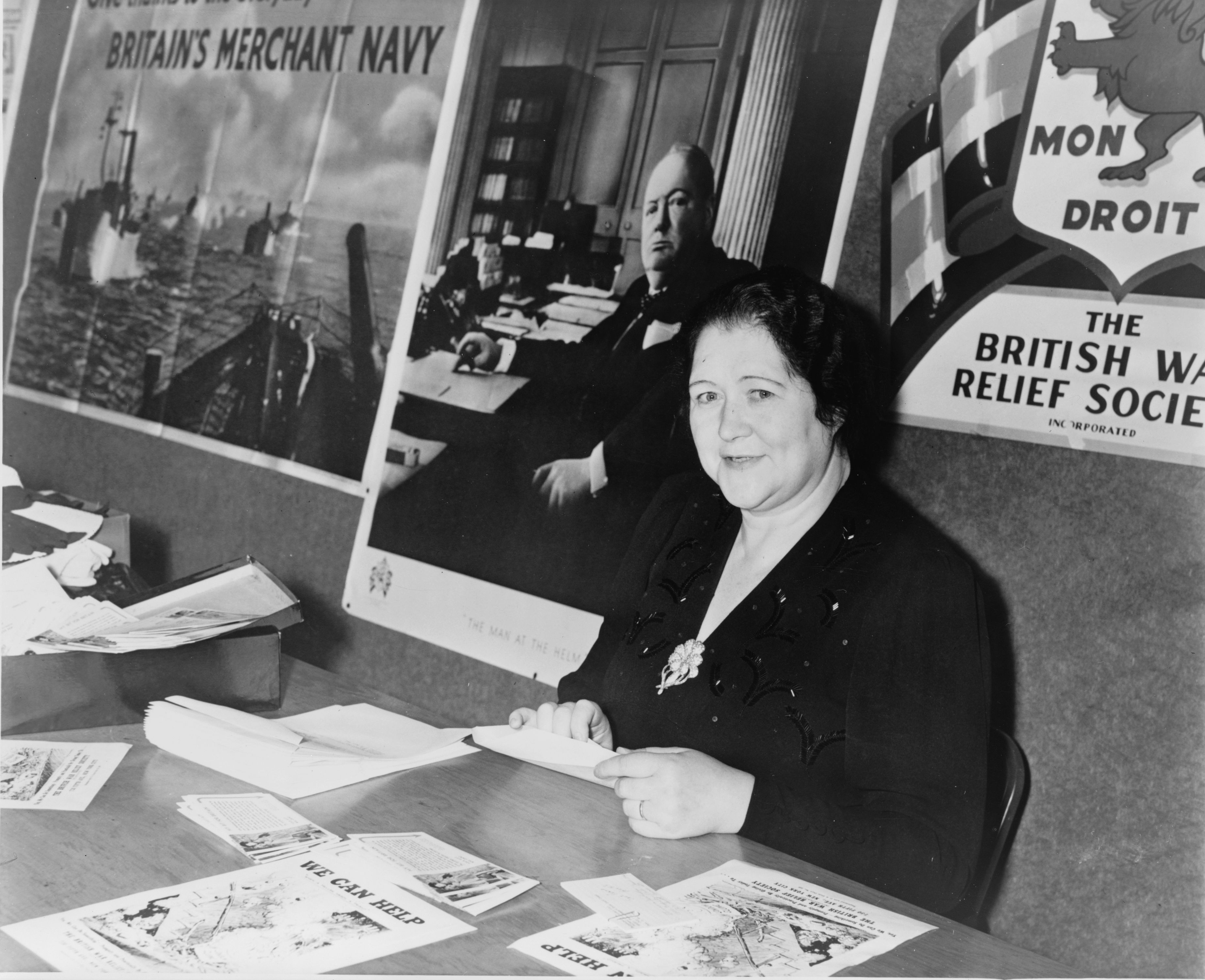
Bridget Dowling, assise à un stand d'informations sur le secours de guerre britanniques en 1941.

En 1939, William et sa mère se rendent aux États-Unis pour un voyage touristique sur l'invitation de William Randolph Hearst ; William y est invité à donner des conférences sur son oncle Adolf.

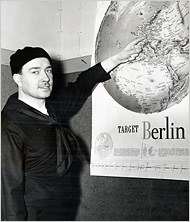
William Patrick Hitler (fils de Bridget et Alois Hitler) en uniforme de l'US Navy.

Avec le début de la Seconde Guerre mondiale, ils décident finalement de s'y installer. William rejoint la United States Navy où il reste jusqu'en 1947 et Bridget rédige son livre : « My Brother-in-Law Adolf» (mon beau frère Adolf), dans lequel elle affirme que son célèbre beau-frère avait déménagé à Liverpool pour vivre avec elle et Alois de novembre 1912 à avril 1913 pour échapper à la conscription dans son Autriche natale. Elle affirme qu'elle a initié Hitler à l'astrologie et que c'est elle qui lui a conseillé de couper les bords de sa moustache.
Aucune preuve ne corrobore la théorie selon laquelle Hitler aurait rendu visite à sa famille à Liverpool. Le professeur Robert Waite conteste cette affirmation ainsi que d'autres tenues dans le livre. Selon David Gardner[Qui ?][réf. nécessaire], Bridget aurait avoué à sa belle-fille que beaucoup de détails du livre étaient inventés. 
La plupart des historiens considèrent son ouvrage comme une fabrication écrite pour essayer de capitaliser sur sa célèbre relation. Brigitte Hamann et Hans Mommsen disent que des documents d'archive prouvent que Hitler était à Vienne au cours de cette période.
L'histoire de la visite d'Adolf Hitler à Liverpool est cependant restée populaire et a été le thème du roman de Beryl Bainbridge de 1978 Young Adolf ainsi que de la bande dessinée de Steve Yeowell et Grant Morrison de 1989 : The New Adventures of Hitler.

#### Fin de vie

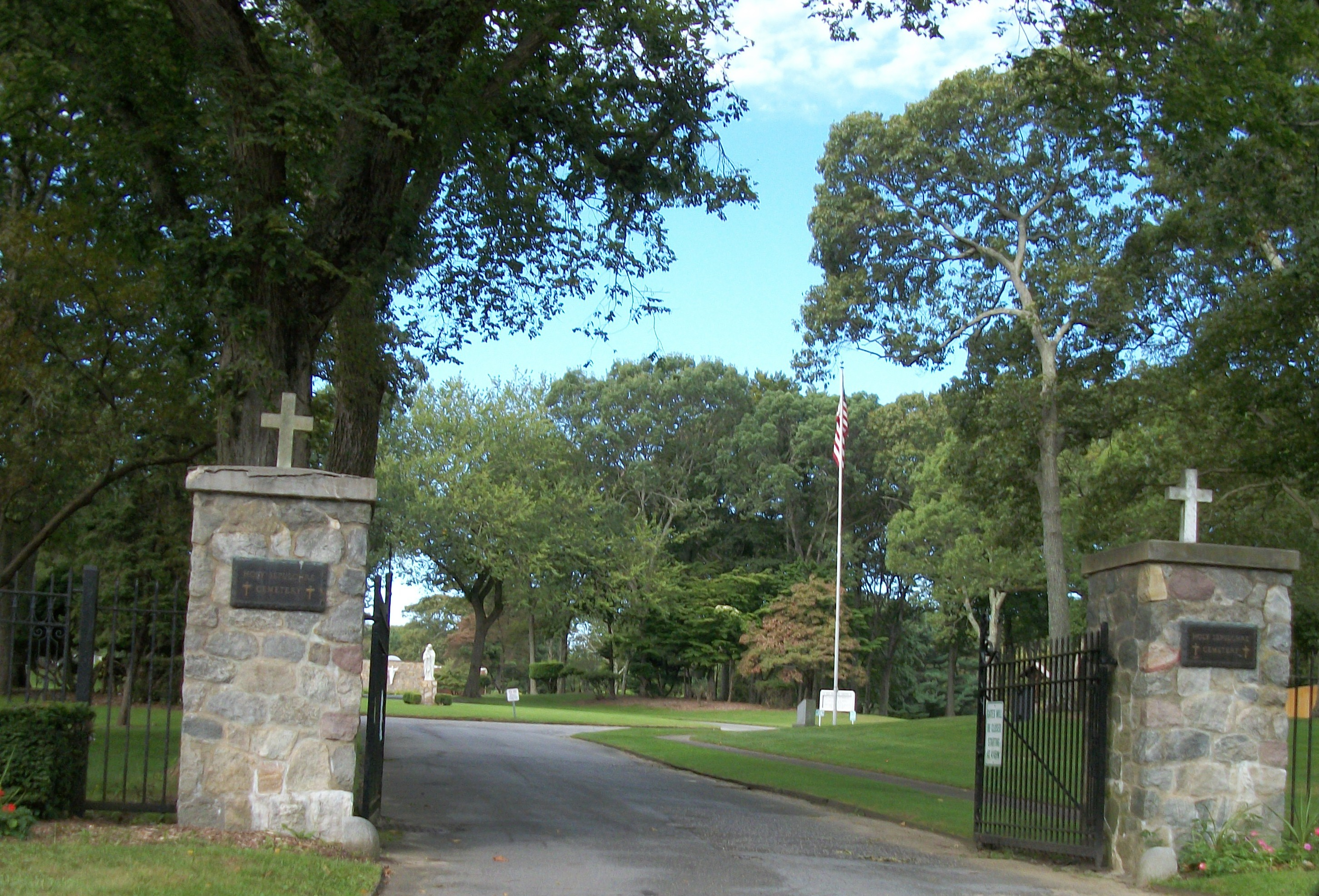
Cimetière du Saint-Sépulcre de Coram.

Après la guerre, Bridget et son fils s'installent à Long Island, New York sous le nom de Stuart-Houston. Bridget y meurt le 18 novembre 1969 et est enterrée au cimetière du Saint-Sépulcre à Coram (dans l'état de New York) où repose également son fils William, décédé le 14 juillet 1987.

## Généalogie et archives historiques
La famille de Bridget Dowling est restée un mystère jusqu'à ce que les recensements irlandais de 1901 et 1911 soient numérisés et rendus accessibles en ligne. Les noms des membres de la famille, y compris Bridget, sont donnés dans le recensement de 1901 sous le nom de « William Dowling de Flemings Place, près de Mespil Road, Dublin ». La famille a ensuite déménagé à Denzille Street, Dublin, rebaptisée depuis Fenian Street,. 
Le nom de Bridget n'est pas inclus dans la famille Dowling dans le recensement de 1911. En revanche, elle apparaît comme « Cissie Hitler » dans le recensement de l'Angleterre et du Pays de Galles de 1911. Son nom est accompagné de son mari noté « Anton Hitler » et fils « William Hitler » à l'adresse 102 Upper Stanhope Street.